# Tomáš Grigar
Tomáš Grigar (Ostrava, 1º febbraio 1983) è un calciatore ceco, portiere del Teplice.

## Carriera

### Club
Ha giocato nella prima divisione ceca.

### Nazionale
Ha partecipato ai Mondiali Under-20 del 2003; successivamente ha giocato anche nella nazionale ceca Under-21.
Nel 2009 ha giocato 2 partite nella nazionale ceca.

## Palmarès

### Club

#### Competizioni nazionali
- Campionato ceco: 2

Sparta Praga: 2004-2005, 2006-2007
- Coppa della Repubblica Ceca: 1

Sparta Praga: 2003-2004, 2005-2006, 2006-2007, 2007-2008

## Statistiche

### Cronologia presenze e reti in nazionale
| Cronologia completa delle presenze e delle reti in nazionale ― Rep. Ceca | Cronologia completa delle presenze e delle reti in nazionale ― Rep. Ceca | Cronologia completa delle presenze e delle reti in nazionale ― Rep. Ceca | Cronologia completa delle presenze e delle reti in nazionale ― Rep. Ceca | Cronologia completa delle presenze e delle reti in nazionale ― Rep. Ceca | Cronologia completa delle presenze e delle reti in nazionale ― Rep. Ceca | Cronologia completa delle presenze e delle reti in nazionale ― Rep. Ceca | Cronologia completa delle presenze e delle reti in nazionale ― Rep. Ceca |
| Data                                                                     | Città                                                                    | In casa                                                                  | Risultato                                                                | Ospiti                                                                   | Competizione                                                             | Reti                                                                     | Note                                                                     |
| ------------------------------------------------------------------------ | ------------------------------------------------------------------------ | ------------------------------------------------------------------------ | ------------------------------------------------------------------------ | ------------------------------------------------------------------------ | ------------------------------------------------------------------------ | ------------------------------------------------------------------------ | ------------------------------------------------------------------------ |
| 5-6-2009                                                                 | Jablonec nad Nisou                                                       | Rep. Ceca                                                                | 1 – 0                                                                    | Malta                                                                    | Amichevole                                                               | -                                                                        | 46’                                                                      |
| 18-11-2009                                                               | Al Ain                                                                   | Azerbaigian                                                              | 2 – 0                                                                    | Rep. Ceca                                                                | Amichevole                                                               | -2                                                                       |                                                                          |
| Totale                                                                   |                                                                          | Presenze                                                                 | 2                                                                        |                                                                          | Reti                                                                     | -2                                                                       |                                                                          |